# Okrasna gizdavka
Okrasna gizdavka (znanstveno ime Trachemys scripta, neustrezno »popisana sklednica«) je vrsta želve iz družine sklednic. Opisane so tri podvrste – rdečevratka (T. s. elegans), rumenovratka (T. s. scripta) in tenesejeva rdečevratka (T. s. troostii) – domorodne v južni in jugovzhodni Severni Ameriki. Kot priljubljena akvaterarijska žival se je razširila v ostale dele sveta, tudi v Evropo, kjer velja za invazivno vrsto.

## Podvrste in razširjenost
Opisane so tri podvrste okrasne gizdavke z različnimi območji domorodne razširjenosti:
- rdečevratka (Trachemys scripta elegans): območje razširjenosti zajema rečni sistem Misisipija od Illinoisa do Mehiškega zaliva, kot tudi zahodno do Nove Mehike in vzhodno do Alabame;
- rumenovratka (Trachemys scripta scripta): razširjena od Floride do jugovzhodne Virginije;
- tenesejeva rdečevratka (Trachemys scripta troostii): razširjena v zgornjem porečju rek Cumberland in Tennessee.

Rdečevratka in rumenovratka se v naravi lahko križata.

## Opis
Dolžina oklepa okrasnih gizdavk je med 13 in 25 centimetri. Zelo velike samice dosežejo tudi več kot 40 centimetrov. Mlade želve imajo zelenkast oklep in kožo z izrazitimi rumeno-zelenimi do temno zelenimi lisami in progami; ta opazna obarvanost pri odraslih živalih postopoma izgine. Odrasle živali so nevpadljive olivno zelene barve. Nekateri osebki, predvsem samci, so skoraj črni.
Samec je običajno nekoliko manjši od samice ter ima daljši in debelejši rep, kloaka je dlje od ventralnega (trebušnega) roba oklepa. Samci imajo tudi podolgovate kremplje, kar igra vlogo pri dvorjenju.
Rdečevratka je prepoznavna po podolgovati rdeči lisi na vratu, rumenovratka po rumeni zaočesni lisi v obliki črke S, tenesejeva rdečevratka pa po tanjši vodoravni lisi, ki se preliva iz bledo zelene ali rumene v temno rdečo.

## Okrasna gizdavka v Sloveniji
V Slovenijo in drugod po svetu so predvsem rdečevratke nekdaj množično uvažali kot hišne živali, ki so jih lastniki nato izpuščali v naravo. Zaradi velikega vpliva na ekosisteme, tekmovanja z domorodnimi vrstami želv, kot je močvirska sklednica, in zaradi možnosti prenašanja bolezni na druge živali okrasna gizdavka v Evropi velja za invazivno vrsto. Evropska unija je leta 1997 prepovedala uvoz rdečevratk, vendar se je trgovina s tem preusmerila na rumenovratko in druge tujerodne vrste, na trgu pa so ostale tudi v Evropi vzrejene rdečevratke. Od leta 2016 je okrasna gizdavka na evropskem seznamu invazivnih tujerodnih vrst in jo je prepovedano vnašati, gojiti, z njo trgovati ali jo izpustiti v naravo v vseh članicah EU.
Prvi podatek o okrasni gizdavki v Sloveniji je starejši od leta 1995. Pojavljajo se po vsej državi v stoječih in tudi tekočih vodah, pogosto v bližini urbanih območij. Na Primorskem, v osrednji Sloveniji, Posavju in v mrtvicah Mure se dokazano samostojno razmnožujejo.
Tenesejeva rdečevratka je bila v Sloveniji prvič najdena septembra 2019 v jezeru Vogršček.